# World Series of Poker Europe 2018
Die World Series of Poker Europe 2018 war die zehnte Austragung der World Series of Poker in Europa. Sie fand vom 9. Oktober bis 2. November 2018 erneut im King’s Resort in Rozvadov statt.

## Turniere

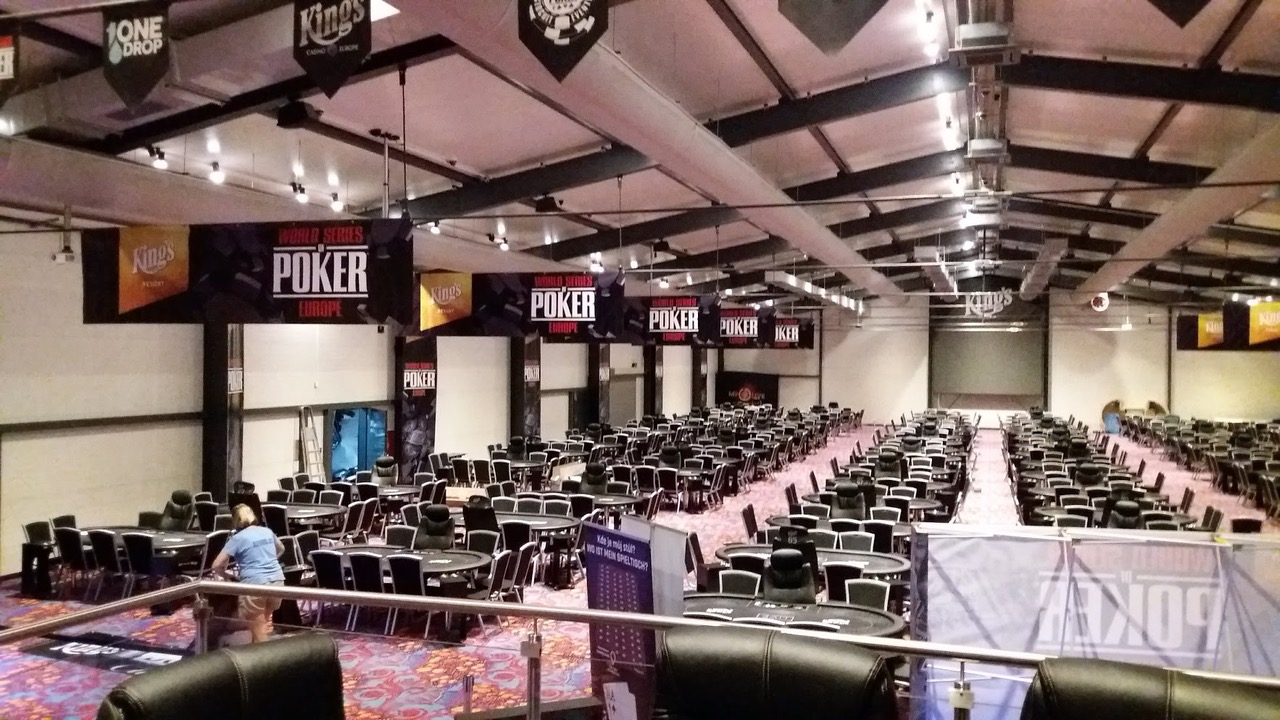
Alle Turniere wurden im King’s Resort ausgetragen

### Struktur
Es standen zehn Pokerturniere auf dem Turnierplan, wovon acht in der Variante No-Limit Hold’em sowie zwei in Pot Limit Omaha gespielt wurden. Der Buy-in lag zwischen 550 und 100.000 Euro. Für einen Turniersieg bekamen die Spieler neben dem Preisgeld ein Bracelet.

### Turnierplan
Im Falle eines mehrfachen Braceletgewinners gibt die Zahl hinter dem Spielernamen an, das wievielte Bracelet in diesem Turnier gewonnen wurde.
| #  | Buy-in (in €) | Turnier                                      | Turnierbeginn | Teilnehmer | Sieger             | Herkunft               | Preisgeld (in €) |
| -- | ------------- | -------------------------------------------- | ------------- | ---------- | ------------------ | ---------------------- | ---------------- |
| 1  | 000.550       | Colossus No-Limit Hold’em                    | 9. Okt. 2018  | 2992       | Tamir Segal        | Israel                 | 0.203.820        |
| 2  | 001.650       | 6-Handed Deepstack No-Limit Hold’em          | 14. Okt. 2018 | 0221       | Asi Moshe (2)      | Israel                 | 0.082.280        |
| 3  | 000.550       | Pot-Limit Omaha 8-Handed                     | 15. Okt. 2018 | 0572       | Hanh Tran (2)      | Osterreich             | 0.059.625        |
| 4  | 001.100       | Turbo Special Bounty Hunter No-Limit Hold’em | 17. Okt. 2018 | 0387       | Mychajlo Hutyj     | Ukraine                | 0.061.000        |
| 5  | 001.100       | Monster Stack No-Limit Hold’em               | 18. Okt. 2018 | 0666       | Timur Margolin (2) | Israel                 | 0.134.407        |
| 6  | 001.650       | Pot Limit Omaha/No-Limit Hold’em Mix         | 21. Okt. 2018 | 0241       | Norbert Szécsi (2) | Ungarn                 | 0.086.956        |
| 7  | 002.200       | Pot-Limit Omaha 8-Handed                     | 22. Okt. 2018 | 0187       | Anson Tsang        | Hongkong               | 0.091.730        |
| 8  | 025.500       | High Roller No-Limit Hold’em                 | 24. Okt. 2018 | 0133       | Michael Addamo (2) | Australien             | 0.848.702        |
| 9  | 100.000       | Super High Roller                            | 26. Okt. 2018 | 0095       | Martin Kabrhel (2) | Tschechien             | 2.624.340        |
| 10 | 010.350       | WSOP Europe Main Event                       | 27. Okt. 2018 | 0534       | Jack Sinclair      | Vereinigtes Konigreich | 1.122.239        |

### Main Event
Das Main Event wurde vom 27. Oktober bis 2. November 2018 gespielt. Die finale Hand gewann Sinclair mit Q♥ 9♣ gegen Bujtás’ J♦ 7♠.
| Platz | Herkunft               | Spieler          | Preisgeld (in €) |
| ----- | ---------------------- | ---------------- | ---------------- |
| 1     | Vereinigtes Konigreich | Jack Sinclair    | 1.122.239        |
| 2     | Ungarn                 | László Bujtás    | 0.693.573        |
| 3     | Bulgarien              | Krassimir Jankow | 0.480.028        |
| 4     | Vereinigte Staaten     | Ryan Riess       | 0.337.778        |
| 5     | Serbien                | Miloš Škrbić     | 0.241.718        |
| 6     | Ukraine                | Ihor Jerofjejew  | 0.175.965        |
| 7     | Deutschland            | Koray Aldemir    | 0.130.350        |
| 8     | Rumänien               | Bulcsú Lukács    | 0.098.287        |

## Player of the Year

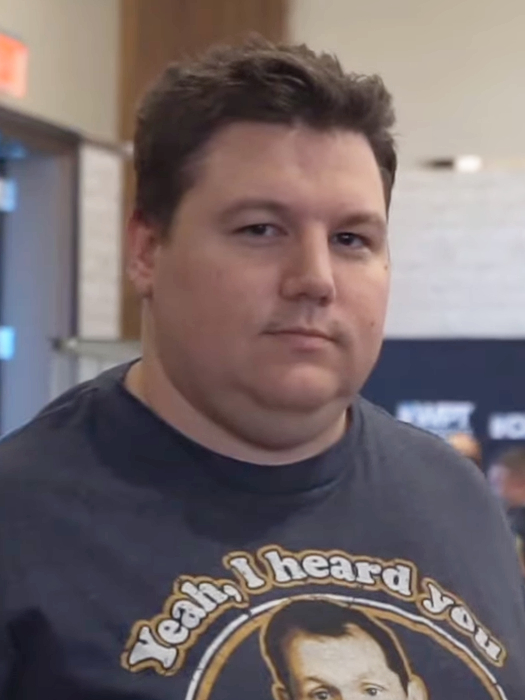
Shaun Deeb (2019)

Die Auszeichnung als Player of the Year erhielt der Spieler, der über alle Turniere hinweg die meisten Punkte sammelte. Diese beinhalteten auch die Ergebnisse der Hauptturnierserie, die vom 29. Mai bis 17. Juli 2018 in Las Vegas ausgespielt wurde. Sieger Shaun Deeb gewann zwei Bracelets, erreichte insgesamt vier Finaltische und 20-mal die Geldränge, womit er sich Preisgelder von mehr als 2,5 Millionen US-Dollar sicherte.
| Platz | Herkunft           | Spieler        | Punkte  |
| ----- | ------------------ | -------------- | ------- |
| 1     | Vereinigte Staaten | Shaun Deeb     | 5050,01 |
| 2     | Vereinigte Staaten | Ben Yu         | 3746,04 |
| 3     | Vereinigte Staaten | Joe Cada       | 3531,86 |
| 4     | Vereinigte Staaten | John Hennigan  | 3440,13 |
| 5     | Vereinigte Staaten | Scott Bohlman  | 3155,88 |
| 6     | Australien         | Michael Addamo | 3046,88 |
| 7     | Vereinigte Staaten | Paul Volpe     | 2863,10 |
| 8     | Vereinigte Staaten | Anthony Zinno  | 2593,34 |
| 9     | Vereinigte Staaten | Eric Baldwin   | 2516,30 |
| 10    | Frankreich         | Romain Lewis   | 2460,14 |